# Hoogspanningslijn Uden-Aarle Rixtel
De hoogspanningslijn Uden-Aarle Rixtel is een bovengrondse hoogspanningsleiding tussen de Nederlandse plaatsen Uden en Aarle-Rixtel. De huidige spanning van de lijn bedraagt 150 kV.

## Geschiedenis
De lijn werd begin jaren '70 aangelegd en in 1974 geopend.

## Masttypen
De circa 64 masten die deze lijn rijk is, zijn uitgevoerd naar het model Donau.

## Hoogspanningsstations
- Uden
- Aarle-Rixtel

## Trivia
- Hoewel de lijn start in Uden, draagt de eerste mast niet nummer 1, maar 101.
- De masten no. 103 t/m 114 staan in de middenberm van Industrielaan in Uden.
- Op 28 december 2014 kwam de hoogspanningsleiding in het nieuws. Ter hoogte van Boekel was zoveel sneeuw en ijs op de draad terechtgekomen, dat deze te ver doorzakte. Vanwege de veiligheid werd tijdelijk de spanning van de lijn gehaald.